# European Sevens Championship 2010
El European Sevens Championship de 2010 fue la novena edición del campeonato de selecciones nacionales masculinas europeas de rugby 7.

## Fase de grupos

### Grupo A
| Equipo   | Encuentros | Encuentros | Encuentros | Encuentros | Tantos  | Tantos    | Tantos     | Puntos |
| Equipo   | jugados    | ganados    | empatados  | perdidos   | a favor | en contra | diferencia | Puntos |
| -------- | ---------- | ---------- | ---------- | ---------- | ------- | --------- | ---------- | ------ |
| Rusia    | 5          | 5          | 0          | 0          | 162     | 34        | +128       | 15     |
| Portugal | 5          | 4          | 0          | 1          | 141     | 69        | +72        | 13     |
| Italia   | 5          | 2          | 0          | 3          | 76      | 90        | -14        | 9      |
| Georgia  | 5          | 2          | 0          | 3          | 87      | 113       | -26        | 9      |
| Moldavia | 5          | 1          | 0          | 4          | 58      | 113       | –55        | 7      |
| Polonia  | 5          | 1          | 0          | 4          | 43      | 148       | –105       | 7      |

### Grupo B
| Equipo       | Encuentros | Encuentros | Encuentros | Encuentros | Tantos  | Tantos    | Tantos     | Puntos |
| Equipo       | jugados    | ganados    | empatados  | perdidos   | a favor | en contra | diferencia | Puntos |
| ------------ | ---------- | ---------- | ---------- | ---------- | ------- | --------- | ---------- | ------ |
| España       | 5          | 5          | 0          | 0          | 144     | 38        | +106       | 15     |
| Francia      | 5          | 4          | 0          | 1          | 121     | 46        | +75        | 13     |
| Ucrania      | 5          | 2          | 0          | 3          | 78      | 83        | -5         | 9      |
| Rumania      | 5          | 2          | 0          | 3          | 69      | 106       | -37        | 9      |
| Países Bajos | 5          | 2          | 0          | 3          | 47      | 103       | –56        | 9      |
| Lituania     | 5          | 0          | 0          | 5          | 49      | 132       | –83        | 5      |

## Fase Final

#### Copa de oro
|  | Semifinales | Semifinales | Semifinales |         |          | Copa         | Copa         | Copa         |  |
|  |             |             |             |         |          |              |              |              |  |
|  |             |             |             |         |          |              |              |              |  |
|  | Portugal    | Portugal    | 17          |         |          |              |              |              |  |
|  | Portugal    | Portugal    | 17          |         |          |              |              |              |  |
|  | España      | España      | 12          |         |          |              |              |              |  |
|  | España      | España      | 12          |         | Portugal | Portugal     | 12           |              |  |
|  |             |             |             |         | Portugal | Portugal     | 12           |              |  |
|  |             |             | Francia     | Francia | 5        |              |              |              |  |
|  | Francia     | Francia     | Francia     | Francia | 5        | 19           |              |              |  |
|  | Francia     | Francia     |             |         |          | 19           |              |              |  |
|  | Rusia       | Rusia       | 5           |         |          | Tercer lugar | Tercer lugar | Tercer lugar |  |
|  | Rusia       | Rusia       | 5           |         |          | Tercer lugar | Tercer lugar | Tercer lugar |  |
|  |             |             |             |         |          |              |              |              |  |
|  |             |             |             |         |          | Rusia        | Rusia        | 22           |  |
|  |             |             |             |         |          | Rusia        | Rusia        | 22           |  |
|  |             |             |             |         |          | España       | España       | 10           |  |
|  |             |             |             |         |          | España       | España       | 10           |  |
|  |             |             |             |         |          |              |              |              |  |

| Bandera de Portugal |
| Campeón Portugal    |
| Séptimo título      |